# Костенко, Лука Владимирович
Лука Владимирович Костенко (1874—?) — крестьянин, депутат Государственной думы II созыва от Екатеринославской губернии.

## Биография
Крестьянин села Мариинское Мариупольского уезда Екатеринославской губернии. Окончил народную школу. Долго отбывал воинскую повинность, служил на Кавказе. Участвовал в русско-японской войне. Занимался земледелием на землях площадью 7 десятины. Последнее время перед выборами в Думу работал в качестве кровельщика и маляра на Карповских рудниках (Петровский район Донецка).
6 февраля 1907 избран в Государственную думу II созыва от общего состава выборщиков Екатеринославского губернского избирательного собрания. Вошёл в состав в Трудовой группы и фракции Крестьянского союза. Состоял в думской комиссии по народному образованию.
Детали дальнейшей судьбы и дата смерти неизвестны.

### Архивы
- Российский государственный исторический архив. Фонд 1278. Опись 1 (2-й созыв). Дело 211; Дело 595. Лист 6.